# Callinectes rathbunae
Callinectes rathbunae is een krabbensoort uit de familie van de Portunidae. De wetenschappelijke naam van de soort is voor het eerst geldig gepubliceerd in 1930 door Contreras.